# Polinomi de Jones
En el camp de la teoria de nusos, s'anomena polinomi de Jones a un invariant per nusos orientats en forma de polinomi de Laurent de coeficients enters en variable {\displaystyle t^{1/2}} descobert per Vaughan Jones el 1984. També és aplicable a enllaços.

## Definició a partir del polinomi parèntesi de Kaufmann

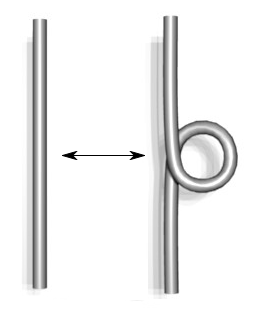
Primer moviment de Reidemeister

Sigui {\displaystyle L} un enllaç orientat donat a partir del seu diagrama i sigui {\displaystyle \langle L\rangle } el seu polinomi parèntesi de Kaufmann. Notem que el polinomi parèntesi és un polinomi de Laurent en la variable {\displaystyle A} amb coeficients enters.
Prenem {\displaystyle X(L)=(-A^{3})^{-w(L)}\langle L\rangle } (el polinomi parèntesi normalitzat), on {\displaystyle w(L)} denota l'entortellament (writhe) de L al seu diagrama donat. (L'entortellament del diagrama és el nombre de creuaments positius ({\displaystyle L_{+}} a la figura) menys el nombre de creuaments negatius ({\displaystyle L_{-}}. Cal tenir present que l'entortellament no és un invariant per nusos.)
{\displaystyle X(L)} és un invariant per nusos, perquè és invariant pels canvis en el diagrama de L via moviments de Reidemeister. La invariància pel segon i el tercer moviments ve heretada per la invariància del polinomi parèntesi. Pel que fa al primer moviment, el polinomi parèntesi canvia en un producte per {\displaystyle -A^{\pm 3}}, però la definició donada del polinomi X està feta per anul·lar aquesta variació, ja que l'entortellament canvia degudament per +1 or -1 en aplicar el primer moviment de Reidemeister.
Substituïm ara {\displaystyle A=t^{-1/4}} a {\displaystyle X(L)} per tal d'obtenir el polinomi de Jones {\displaystyle V(L)}. En resulta un polinomi de Laurent de coeficients enters i variable {\displaystyle t^{1/2}}.
Aquesta definició fou introduïda per Louis Kauffman l'any 1987 i suposà una formulació més propera a les eines clàssiques de la teoria de nusos. La definició original de Jones partia de la representació de grups de trenes.

## Propietats
El polinomi de Jones es caracteritza pel fet que pren valor 1 per qualsevol diagrama del nus trivial. Compleix a més la relació:
{\displaystyle (t^{1/2}-t^{-1/2})V(L_{0})=t^{-1}V(L_{+})-tV(L_{-})\,}
on {\displaystyle L_{+}}, {\displaystyle L_{-}} i {\displaystyle L_{0}} són les relacions de Skein, és a dir els tres diagrames orientats idèntics excepte en un encreuament segons el que es mostra a la següent taula:
La definició del polinomi de Jones a partir del polinomi de Kaufmann facilita veure que donat un nus {\displaystyle K} el polinomi de Jones de la seva imatge especular ve donada a partir de substituir {\displaystyle t^{-1}} per {\displaystyle t} a {\displaystyle V(K)}. Per tant, un nus igual a la seva imatge especular ha de tenir polinomi de Jones en forma de palíndrom.

## Polinomi de Jones cromàtic

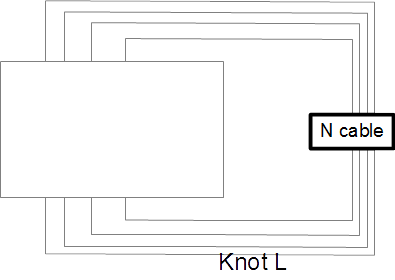
Polinomi de Jones de N colors: N tires de L són paral·leles amb la resta al llarg del nus L i colorejades cadascuna en un color.

Sigui N un nombre natural, un polinomi de Jones de N colors, {\displaystyle V_{N}(L,t)}, pot definir-se com el polinomi de Jones per N tires del nus {\displaystyle L} tal com es mostra a la figura de la dreta. Pot associar-se a una representació irreductubible de {\displaystyle SU(2)} de dimensió N+1. De la mateixa manera que un polinomi de Jones no cromàtic, pot definir-se a partir de la relació de Skein i és un polinomi de Laurent en una variable t.
Un polinomi de Jones cromàtic de N colors {\displaystyle V_{N}(L,t)} compleix les propietats següents:
- {\displaystyle V_{X\oplus Y}(L,t)=V_{X}(L,t)+V_{Y}(L,t)} on {\displaystyle X,Y} són dos espais de representació.
- {\displaystyle V_{X\otimes Y}(L,t)} és igual al polinomi de Jones de les 2-tires de L amb dues components etiquetades per {\displaystyle X} i {\displaystyle Y}. Per tant, el polinomi de Jones de N colors és igual al polinomi de Jones original de les N tires de L.
- El polinomi de Jones original és un cas especial de polinomi de Jones cromàtic amb N = 1: {\displaystyle V(L,t)=V_{1}(L,t)} .

## Problemes oberts
Actualment no se sap si existeix cap altre nus amb el mateix polinomi de Jones que el del nus trivial. No obstant, gràcies a Morwen Thistlethwaite sí que se sap de l'existència d'enllaços no trivials amb el polinomi de Jones de l'enllaç trivial.